# Cratère lunaire

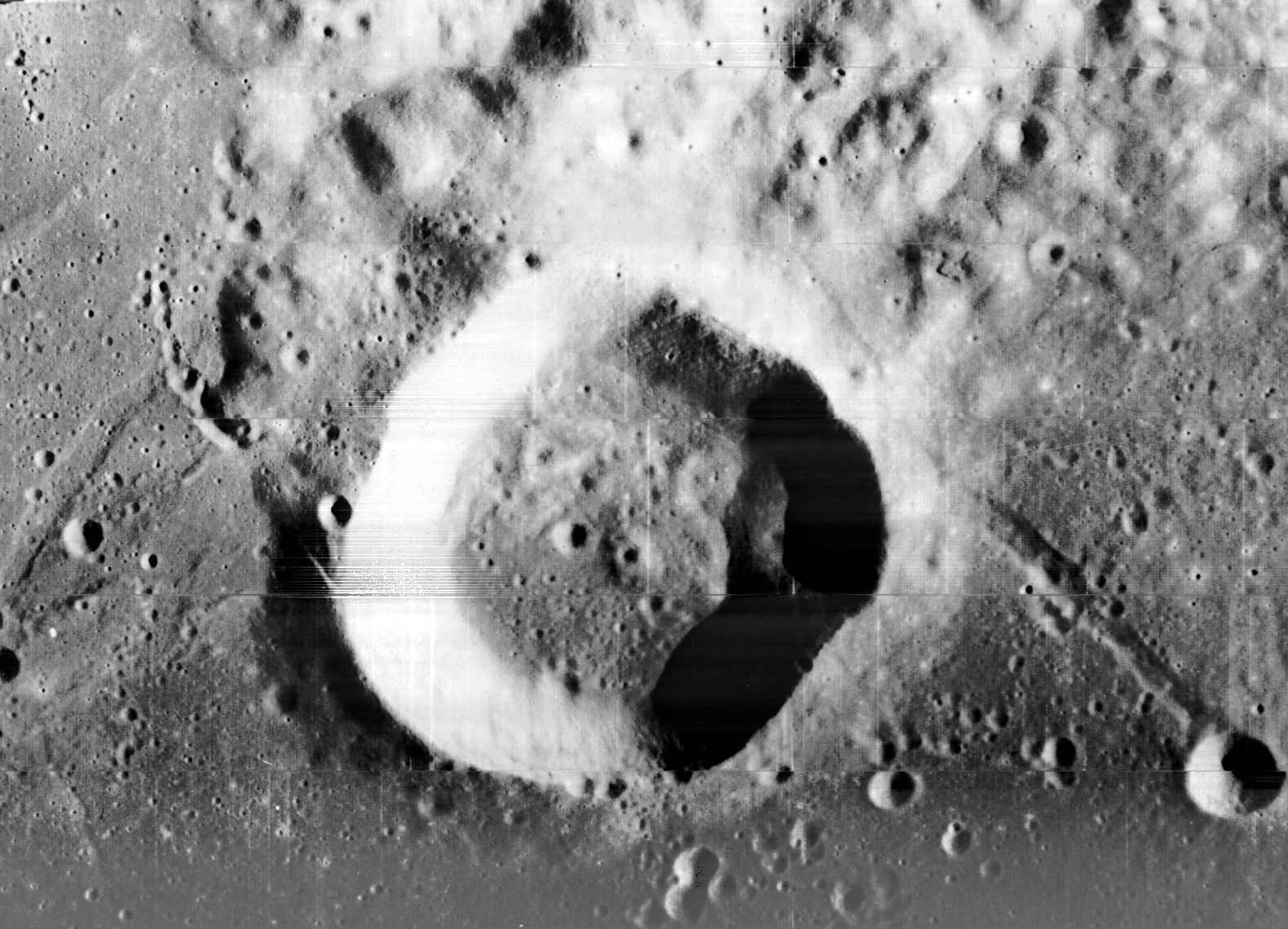
Cratère Webb, vu depuis Lunar Orbiter 1. De nombreux autres petits cratères peuvent être vus dans et autour du cratère Webb.

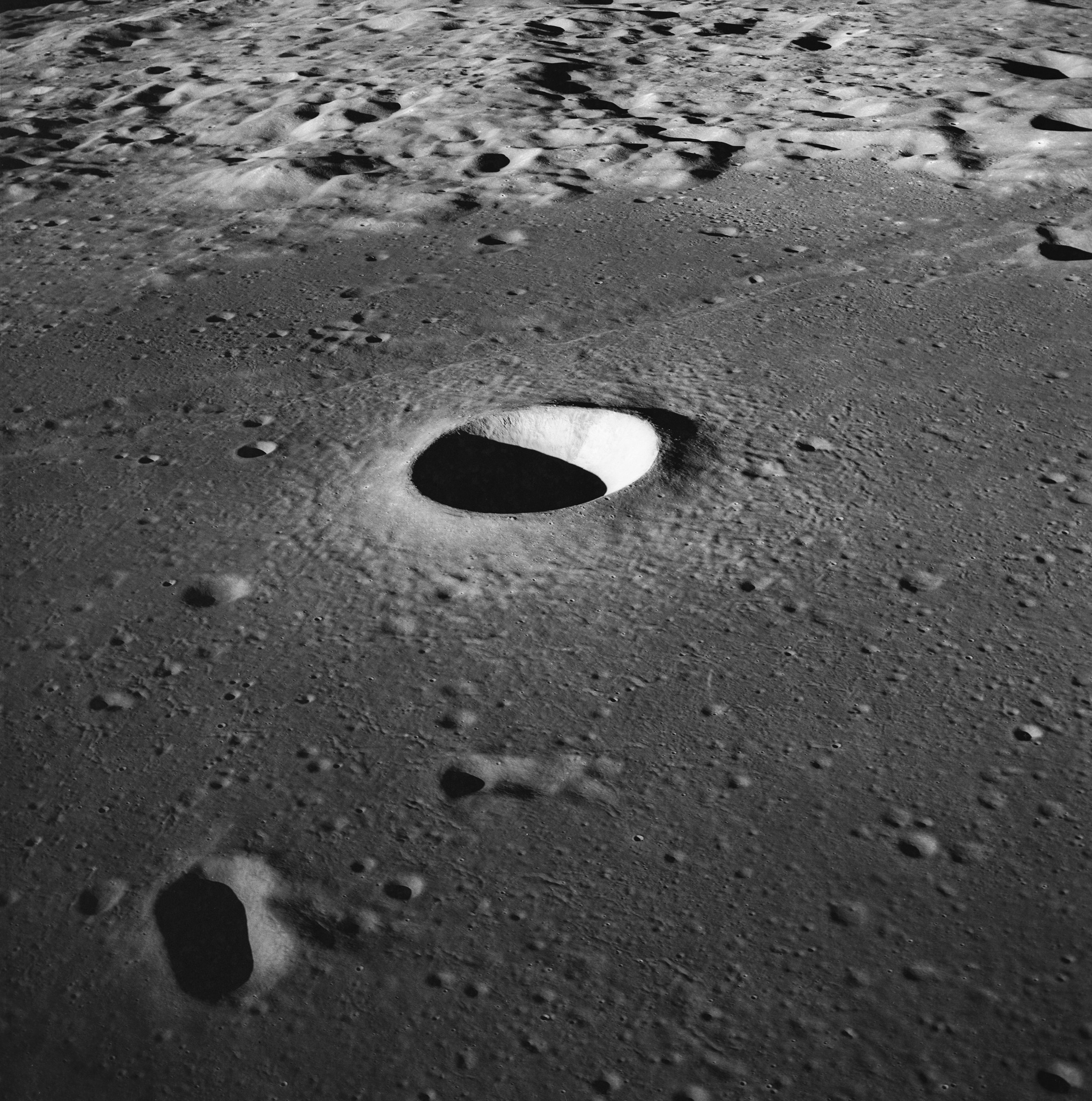
Vue de côté du cratère Moltke prise depuis Apollo 11.

Les cratères lunaires sont des cratères qui constellent la surface de la Lune. Ils sont très majoritairement formés par des impacts de météorites, quelques uns par l'activité volcanique passée du satellite,.

## Histoire
En novembre 1609, Galilée construit une lunette astronomique plus puissante et a l'idée de la diriger vers le ciel. C'est probablement le 30 novembre 1609, peu après le coucher du soleil, qu'il la pointe vers l'astre depuis le campanile de la basilique Saint-Marc de Venise. Il écrit à son protecteur, le grand duc de Toscane, pour lui faire part de la découverte de cratères, de montagnes et de plaines lunaires : « L'on voit que la Lune n'est pas d'une surface égale, lisse et polie comme beaucoup de gens le croient d'elle comme des autres corps célestes ».

## Formation

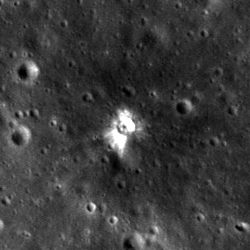
Cratères à la surface de la Lune. Le plus brillant a été formé le 17 mars 2013.

Différents mécanismes de formation des cratères ont été envisagés, bien que la plupart des cratères soient des cratères d'impact.
Selon le modèle de Nice, élaboré précisément à la suite de l'analyse d'échantillons lunaires, la plupart des cratères actuels de la Lune seraient consécutifs au Grand bombardement tardif survenu plusieurs centaines de millions d'années après la formation du Système solaire.
La formation de nouveaux cratères est aujourd'hui étudiée par le programme de surveillance de la NASA Lunar Impact Monitoring Program. Ainsi, le 17 mars 2013, un impact causé par un corps d'environ 40 kilogrammes est repéré dans Mare Imbrium.

## Caractéristiques
Les plus petits cratères sont formés par des micrométéorites et ont des tailles microscopiques. Les plus grands sont souvent accompagnés d'éjectas visibles, fragments de roche solide projetés lors de l'onde explosive de l'impact météoritique.
Les cratères inférieurs à 10 km de diamètre ont typiquement un profil caractéristique en forme de bol. Les plus grands ont un fond généralement plat et développent des structures plus complexes présentant un ou plusieurs pitons centraux ou des remparts périphériques découpés en terrasses multiples, engendrées par le phénomène de rebond isostatique et les glissements de terrain. La présence de rides concentriques traduit l'existence de failles au niveau du substratum sous la mer, « failles qui correspondraient à un réajustement isostatique de ce dernier, suite à l'impact et à la compression exercée par le poids des laves ».
Les édifices volcaniques tels qu'on les conçoit sur Terre (cratères volcaniques) sont rares sur la Lune. De faible relief (100 à 200 m, ce qui ne les rend observables qu'en éclairage rasant maximum), ils sont représentés par des cratères sans bords (en) (caldeira telle que le cratère Hyginus (en)) ou plus généralement par des dômes lunaires de 5 à 15 km de diamètre (par exemple les cratères Lansberg D (en) ou Hortensius (en) qui sont des volcans boucliers construits par accumulation de lave visqueuse à partir de l'évent initial), parfois surmontés de craterlets (petits cratères) de 1 à 2 km de diamètre.
La diversité apparente actuelle des cratères lunaires résulte de modifications ultérieures dues à deux processus : l'érosion météoritique (à cause du manque d'eau, d'atmosphère et de tectonique des plaques, cette dégradation est lente et des cratères de plus de trois milliards d'années sont identifiables) et le dépôt (couverture par les éjectas de cratères voisins ou invasion du plancher par des laves basaltiques).
Les cratères peuvent former une chaîne appelée catena.

## Localisations des principaux cratères
Le marqueur rouge sur ces illustrations localise les principaux cratères sur la face visible de la Lune.

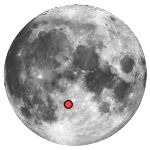
Albategnius
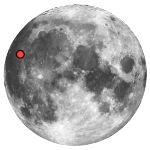
Aristarchus
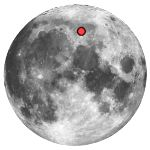
Aristoteles
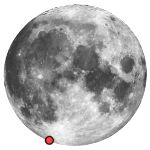
Bailly
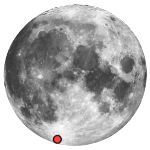
Clavius
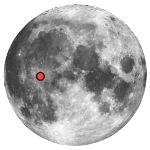
Copernicus
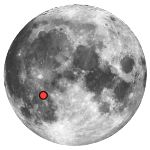
Fra Mauro
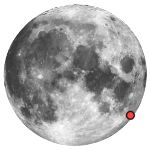
Humboldt
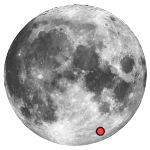
Janssen
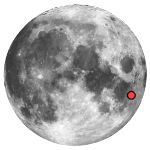
Langrenus
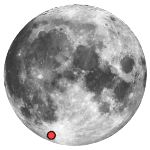
Longomontanus
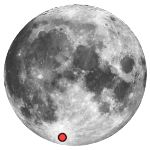
Maginus
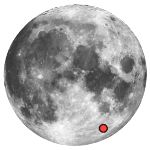
Metius
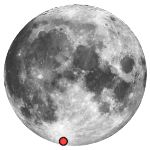
Moretus
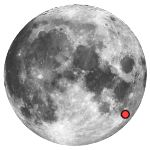
Petavius
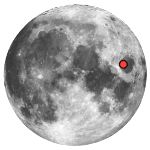
Picard
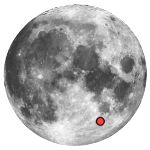
Piccolomini (en)
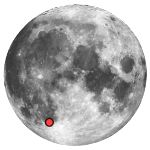
Pitatus (en)
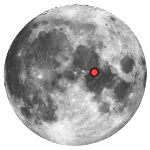
Plinius
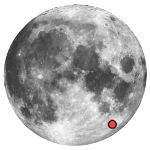
Rheita
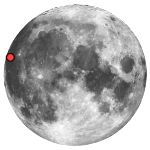
Russell
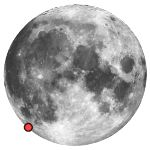
Schickard
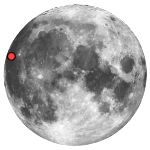
Seleucus (en)
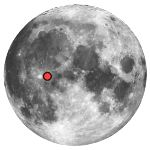
Stadius
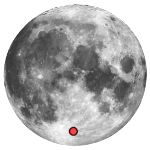
Stöfler
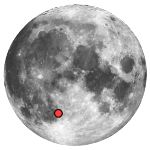
Thebit
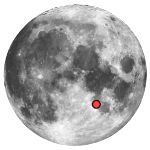
Theophilus
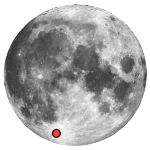
Tycho
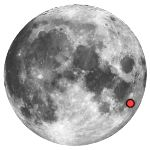
Vendelinus
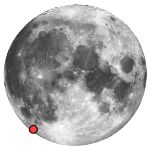
Wargentin (en)